# Leichtathletik-Europameisterschaften 2022/Diskuswurf der Männer

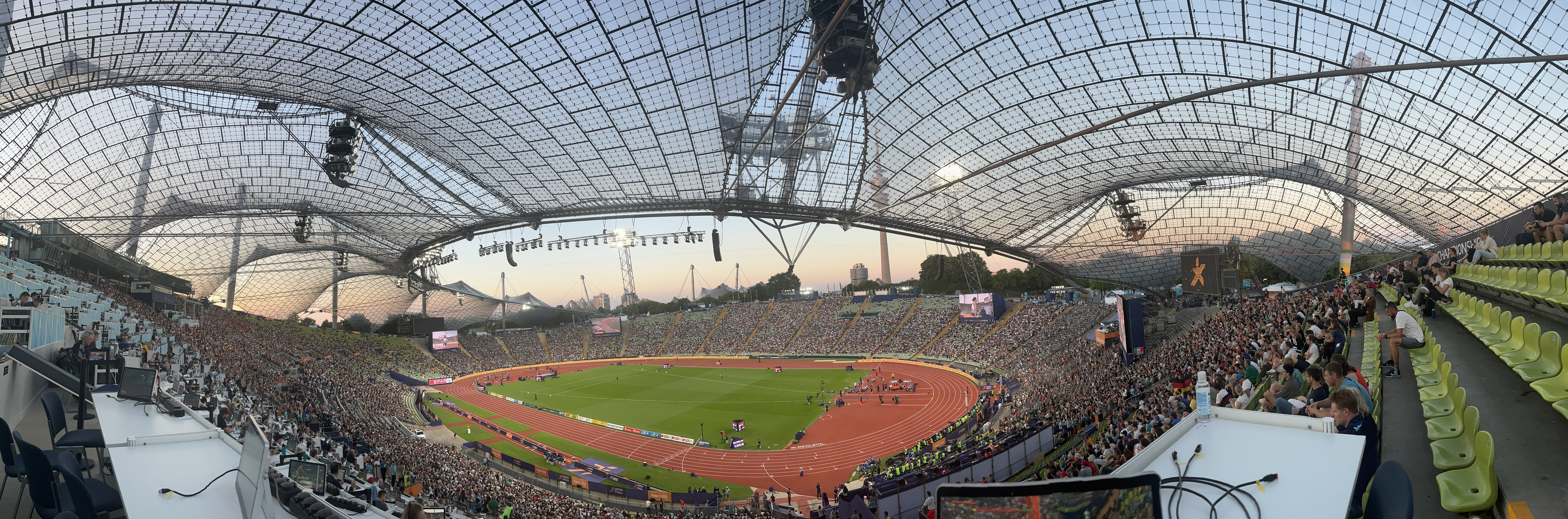
Das Olympiastadion in München während der Europameisterschaften 2022

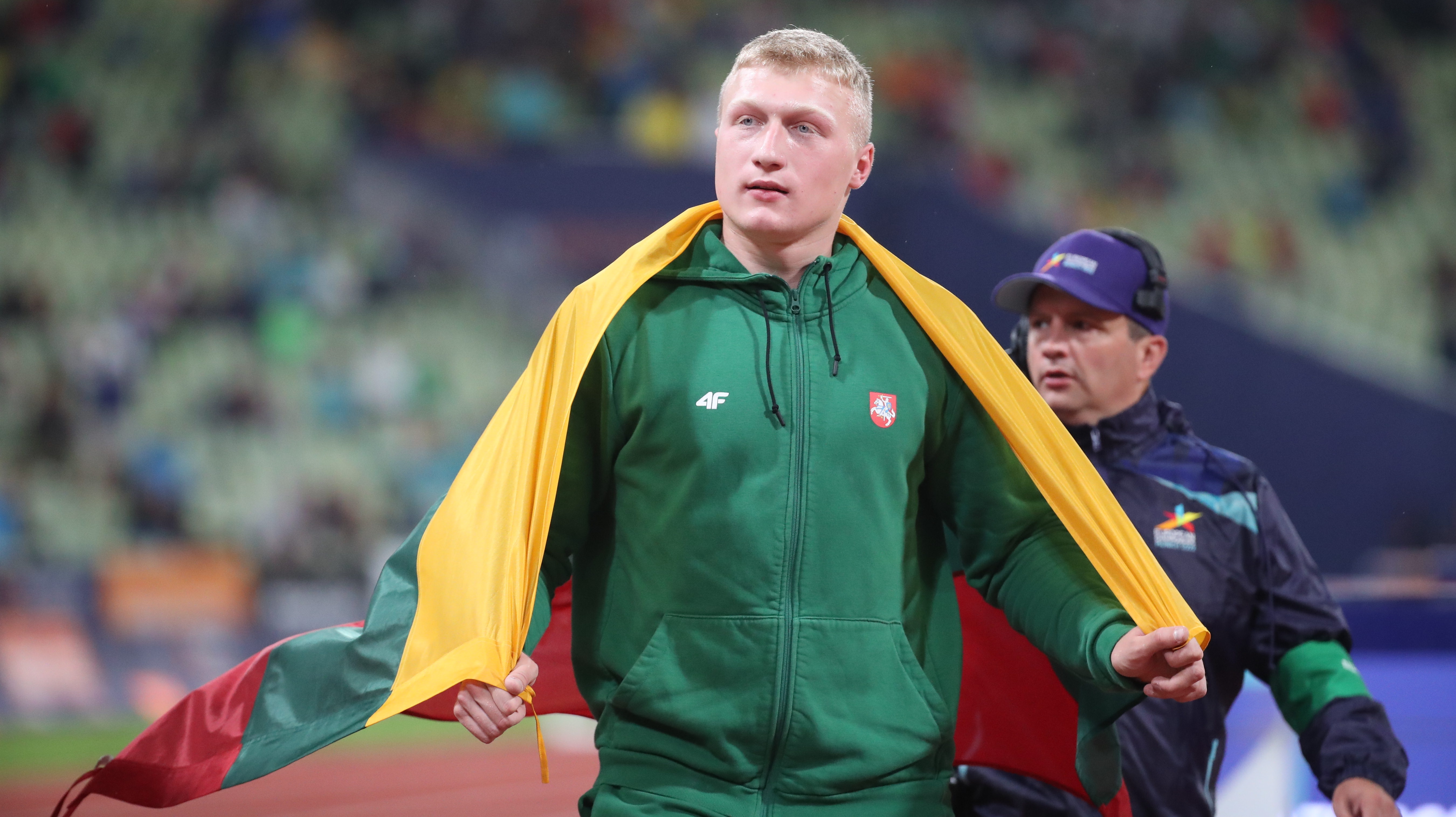
Mykolas Alekna

Der Diskuswurf der Männer bei den Leichtathletik-Europameisterschaften 2022 wurde am 17. und 19. August 2022 im Olympiastadion der deutschen Stadt München ausgetragen.
Europameister wurde der Litauer Mykolas Alekna, der im Monat zuvor Vizeweltmeister geworden war. Er gewann vor dem amtierenden Weltmeister Kristjan Čeh aus Slowenien. Bronze ging an den Briten Lawrence Okoye.

## Rekorde

### Bestehende Rekorde
| Weltrekord           | 74,08 m | Jürgen Schult     | Neubrandenburg, DDR (heute Deutschland) | 6. Juni 1986   |
| Europarekord         | 74,08 m | Jürgen Schult     | Neubrandenburg, DDR (heute Deutschland) | 6. Juni 1986   |
| Meisterschaftsrekord | 68,87 m | Piotr Małachowski | EM Barcelona, Spanien                   | 1. August 2010 |

### Rekordverbesserung
Der bestehende EM-Rekord wurde zweimal verbessert:
- 69,06 m – Kristjan Čeh (Slowenien), Qualifikation am 17. August (Gruppe A), erster Versuch
- 69,78 m – Mykolas Alekna (Litauen), sechster Versuch, Finale am 19. August

## Legende
Kurze Übersicht zur Bedeutung der Symbolik – so üblicherweise auch in sonstigen Veröffentlichungen verwendet:
| NM  | keine Weite (no mark)          |
| ogV | ohne gültigen Versuch          |
| DNS | nicht am Start (did not start) |
| –   | verzichtet                     |
| x   | ungültig                       |

## Qualifikation
25 Teilnehmer traten in zwei Gruppen zur Qualifikationsrunde an. Drei von ihnen (hellblau unterlegt) übertrafen die Qualifikationsweite für den direkten Finaleinzug von 66,00 m. Damit war die Mindestzahl von zwölf Finalteilnehmern nicht erreicht. Das Finalfeld wurde mit den neun nächstplatzierten Sportlern (hellgrün unterlegt) auf zwölf Werfer aufgefüllt. So reichten für die Finalteilnahme schließlich 61,80 m.

### Gruppe A
17. August 2022, 12:20 Uhr MESZ
| Platz | Name              | Nation         | Resultat (m) | 1. Versuch (m) | 2. Versuch (m) | 3. Versuch (m) |
| 1     | Kristjan Čeh      | Slowenien      | 69,06 CR     | 69,06          | –              | –              |
| 2     | Mykolas Alekna    | Litauen        | 65,48000     | 63,91          | 61,82          | 65,48          |
| 3     | Simon Pettersson  | Schweden       | 62,39000     | x              | 62,39          | x              |
| 4     | Róbert Szikszai   | Ungarn         | 61,32000     | 61,29          | 61,32          | x              |
| 5     | Nicholas Percy    | Großbritannien | 61,26000     | 60,97          | 60,26          | 61,26          |
| 6     | Philip Milanov    | Belgien        | 61,04000     | x              | 60,43          | 61,04          |
| 7     | Ola Stunes Isene  | Norwegen       | 60,55000     | x              | x              | 60,55          |
| 8     | Robert Urbanek    | Polen          | 60,47000     | x              | 60,17          | 60,47          |
| 9     | Martin Marković   | Kroatien       | 60,30000     | 60,30          | 57,46          | 59,04          |
| 10    | Danijel Furtula   | Montenegro     | 59,10000     | x              | x              | 59,10          |
| 11    | Mykyta Nesterenko | Ukraine        | 57,59000     | 57,59          | x              | x              |
| 12    | Torben Brandt     | Deutschland    | 56,33000     | 56,33          | x              | x              |
| DNS   | Martin Wierig     | Deutschland    |              |                |                |                |

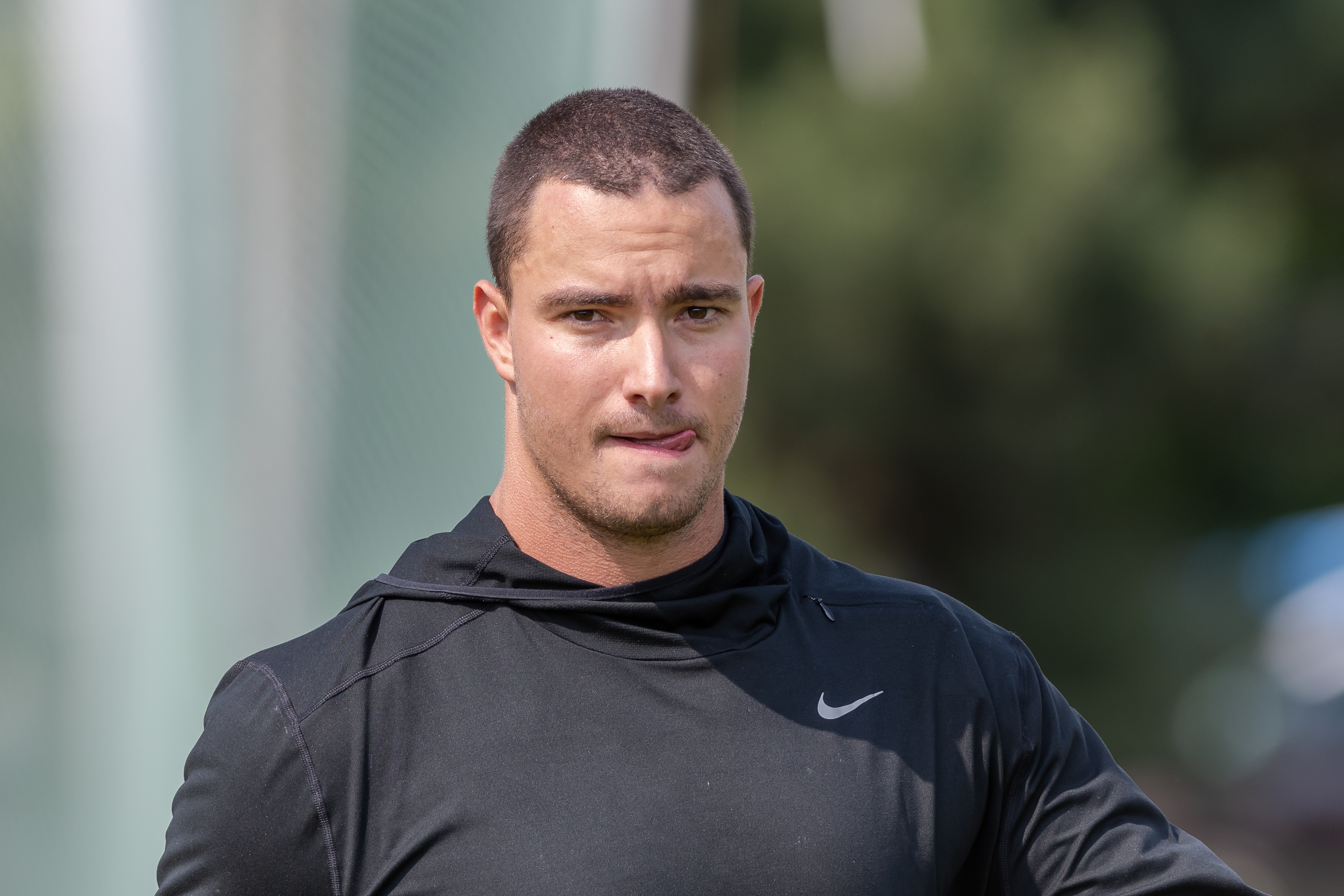
Róbert Szikszai – ausgeschieden mit 61,32 m

Weitere in Qualifikationsgruppe A ausgeschiedene Diskuswerfer:

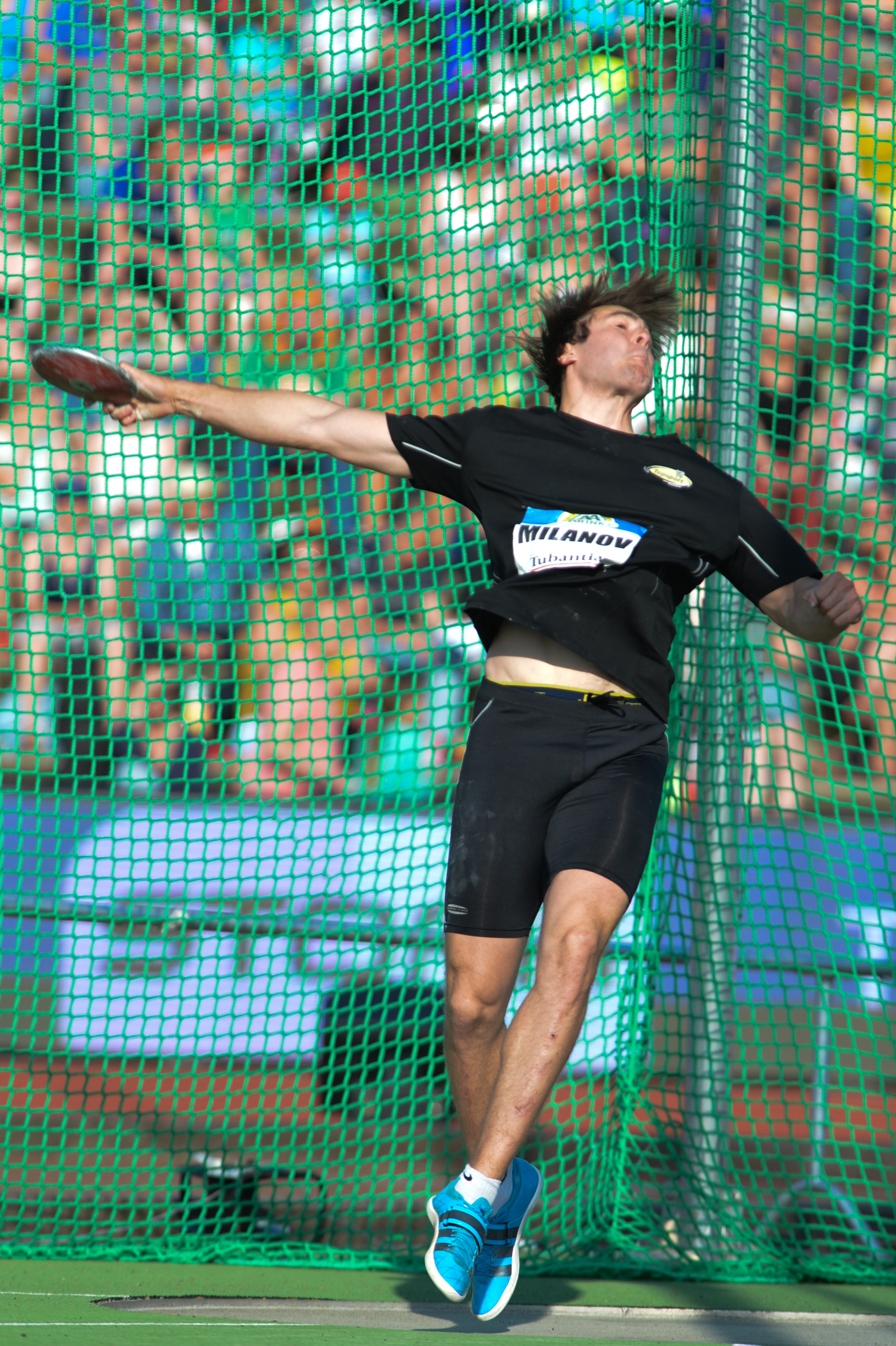
Philip Milanov – 61,04 m
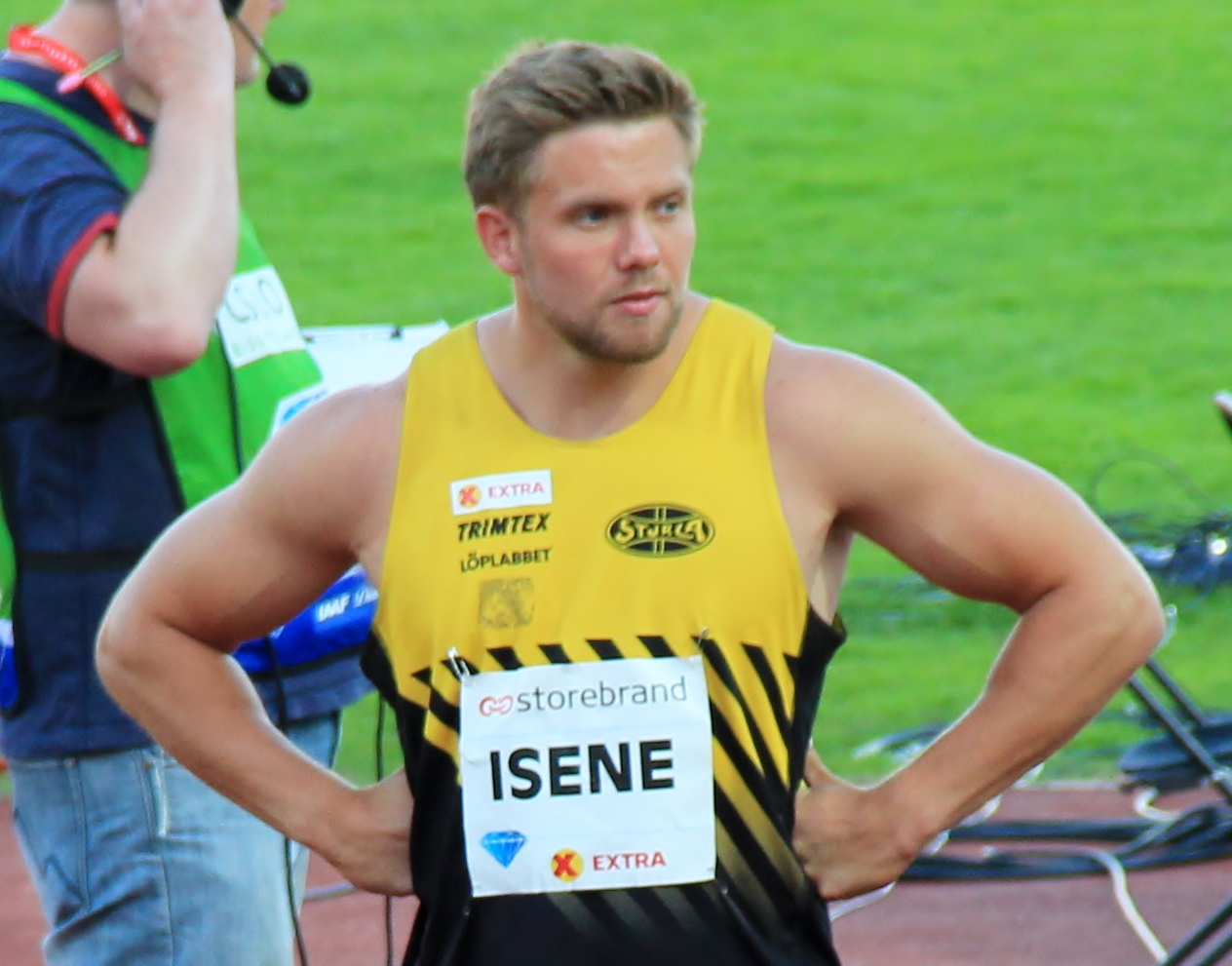
Ola Stunes Isene – 60,55 m
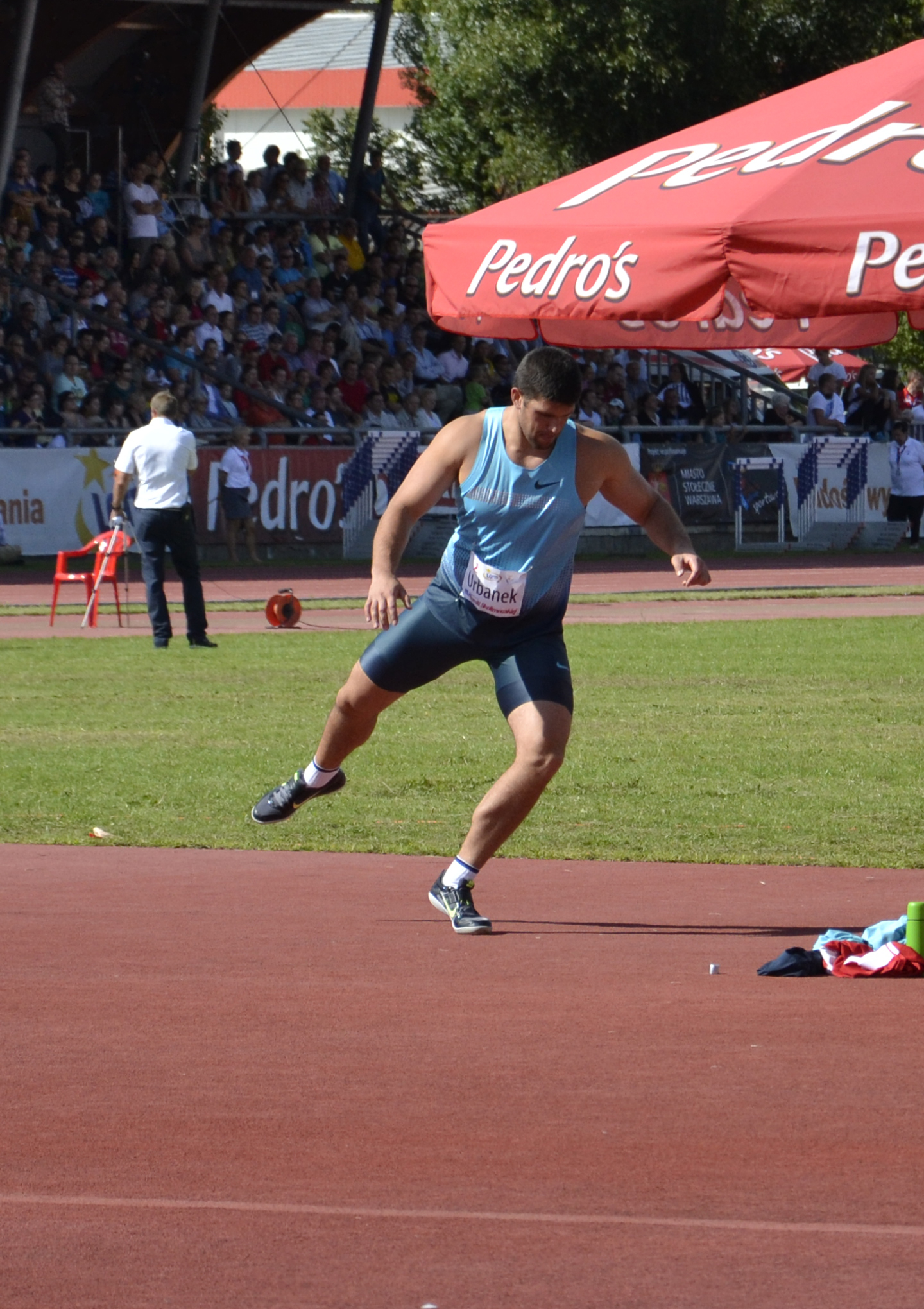
Robert Urbanek – 60,47 m

### Gruppe B

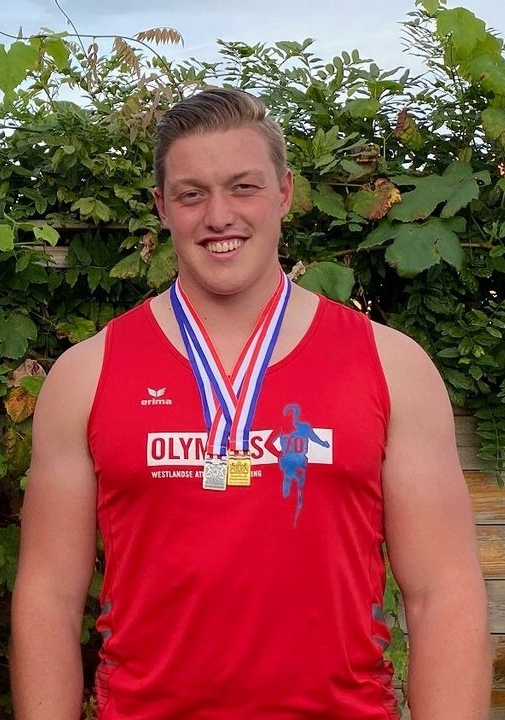
Ruben Rolvink – ausgeschieden mit 60,12 m
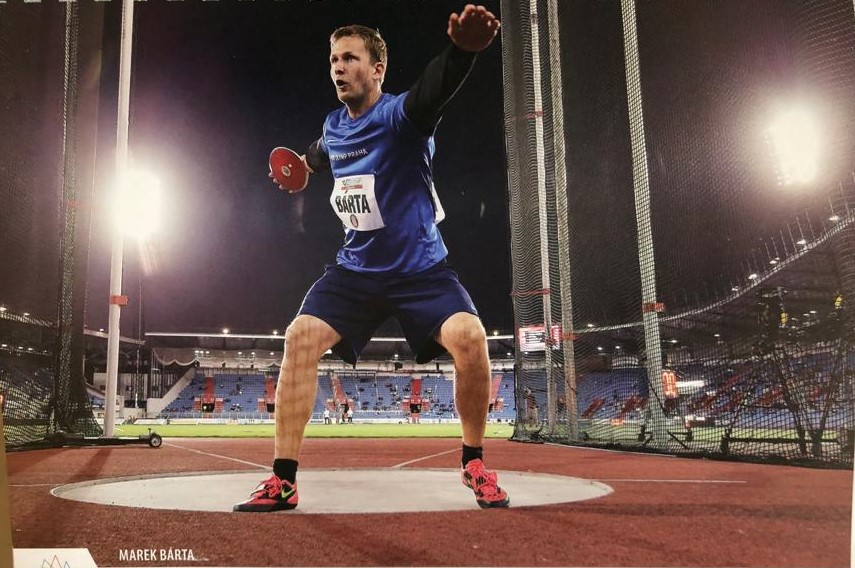
Marek Bárta – ausgeschieden mit 58,37 m
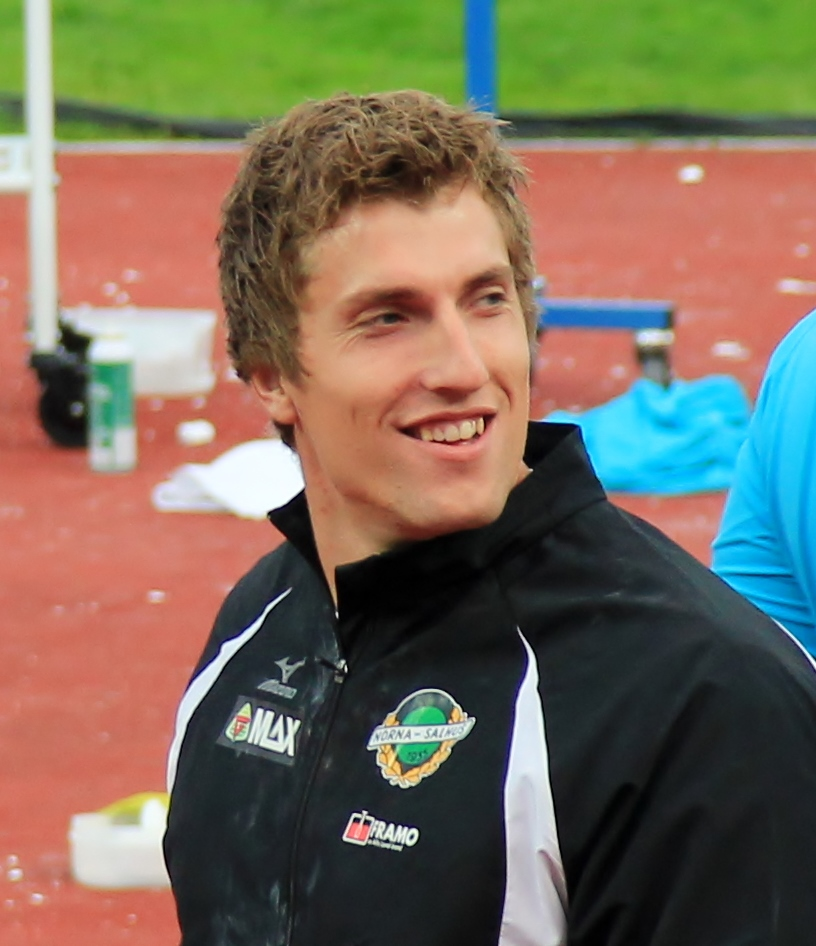
Sven Martin Skagestad – ohne gültigen Versuch

17. August 2022, 13:35 Uhr MESZ
| Platz | Name                  | Nation         | Resultat (m) | 1. Versuch (m) | 2. Versuch (m) | 3. Versuch (m) |
| 1     | Andrius Gudžius       | Litauen        | 66,70        | 66,70          | –              | –              |
| 2     | Daniel Ståhl          | Schweden       | 66,39        | 66,39          | –              | –              |
| 3     | Lukas Weißhaidinger   | Österreich     | 65,48        | 62,27          | 65,48          | –              |
| 4     | Alin Firfirică        | Rumänien       | 64,17        | 64,17          | x              | 60,35          |
| 5     | Henrik Janssen        | Deutschland    | 62,60        | 58,56          | 62,60          | x              |
| 6     | Lawrence Okoye        | Großbritannien | 62,56        | 60,22          | 62,56          | x              |
| 7     | Oskar Stachnik        | Polen          | 62,52        | 62,52          | 60,62          | x              |
| 8     | Apostolos Parellis    | Zypern         | 61,95        | 60,34          | 61,95          | 60,56          |
| 9     | Guðni Valur Guðnason  | Island         | 61,80        | 61,10          | 61,80          | 61,12          |
| 10    | Ruben Rolvink         | Niederlande    | 60,12        | 56,33          | x              | 60,12          |
| 11    | János Huszák          | Ungarn         | 59,99        | 59,18          | 59,99          | x              |
| 12    | Marek Bárta           | Tschechien     | 58,37        | 53,77          | 58,37          | 58,10          |
| NM    | Sven Martin Skagestad | Norwegen       | ogV          | x              | x              | x              |

## Finale
19. August 2022, 20:20 Uhr MESZ
| Platz | Name                 | Nation         | Resultat (m) | 1. Versuch (m) | 2. Versuch (m) | 3. Versuch (m) | 4. Versuch (m)                         | 5. Versuch (m)                         | 6. Versuch (m)                         |
| 1     | Mykolas Alekna       | Litauen        | 69,78 CR     | 66,67          | 67,26          | 66,82          | x                                      | 69,78                                  | 66,18                                  |
| 2     | Kristjan Čeh         | Slowenien      | 68,28000     | x              | 67,62          | 67,81          | 67,64                                  | 68,28                                  | x                                      |
| 3     | Lawrence Okoye       | Großbritannien | 67,14000     | 67,14          | 65,84          | 64,11          | x                                      | 60,51                                  | 64,71                                  |
| 4     | Simon Pettersson     | Schweden       | 67,12000     | 67,12          | x              | x              | x                                      | 63,82                                  | x                                      |
| 5     | Daniel Ståhl         | Schweden       | 66,39000     | 66,39          | 65,80          | 64,76          | 63,42                                  | 65,94                                  | 66,00                                  |
| 6     | Andrius Gudžius      | Litauen        | 65,40000     | x              | 65,17          | x              | x                                      | 63,31                                  | 65,40                                  |
| 7     | Alin Firfirică       | Rumänien       | 64,35000     | 64,35          | x              | 64,32          | 62,69                                  | 63,01                                  | 62,83                                  |
| 8     | Apostolos Parellis   | Zypern         | 63,32000     | 63,32          | 62,23          | 62,13          | 62,39                                  | 60,70                                  | 59,36                                  |
| 9     | Lukas Weißhaidinger  | Österreich     | 63,02000     | x              | x              | 63,02          | nicht im Finale der besten acht Werfer | nicht im Finale der besten acht Werfer | nicht im Finale der besten acht Werfer |
| 10    | Henrik Janssen       | Deutschland    | 61,11000     | x              | 58,21          | 61,11          | nicht im Finale der besten acht Werfer | nicht im Finale der besten acht Werfer | nicht im Finale der besten acht Werfer |
| 11    | Guðni Valur Guðnason | Island         | 61,00000     | x              | x              | 61,00          | nicht im Finale der besten acht Werfer | nicht im Finale der besten acht Werfer | nicht im Finale der besten acht Werfer |
| 12    | Oskar Stachnik       | Polen          | 60,36000     | x              | x              | 60,36          | nicht im Finale der besten acht Werfer | nicht im Finale der besten acht Werfer | nicht im Finale der besten acht Werfer |

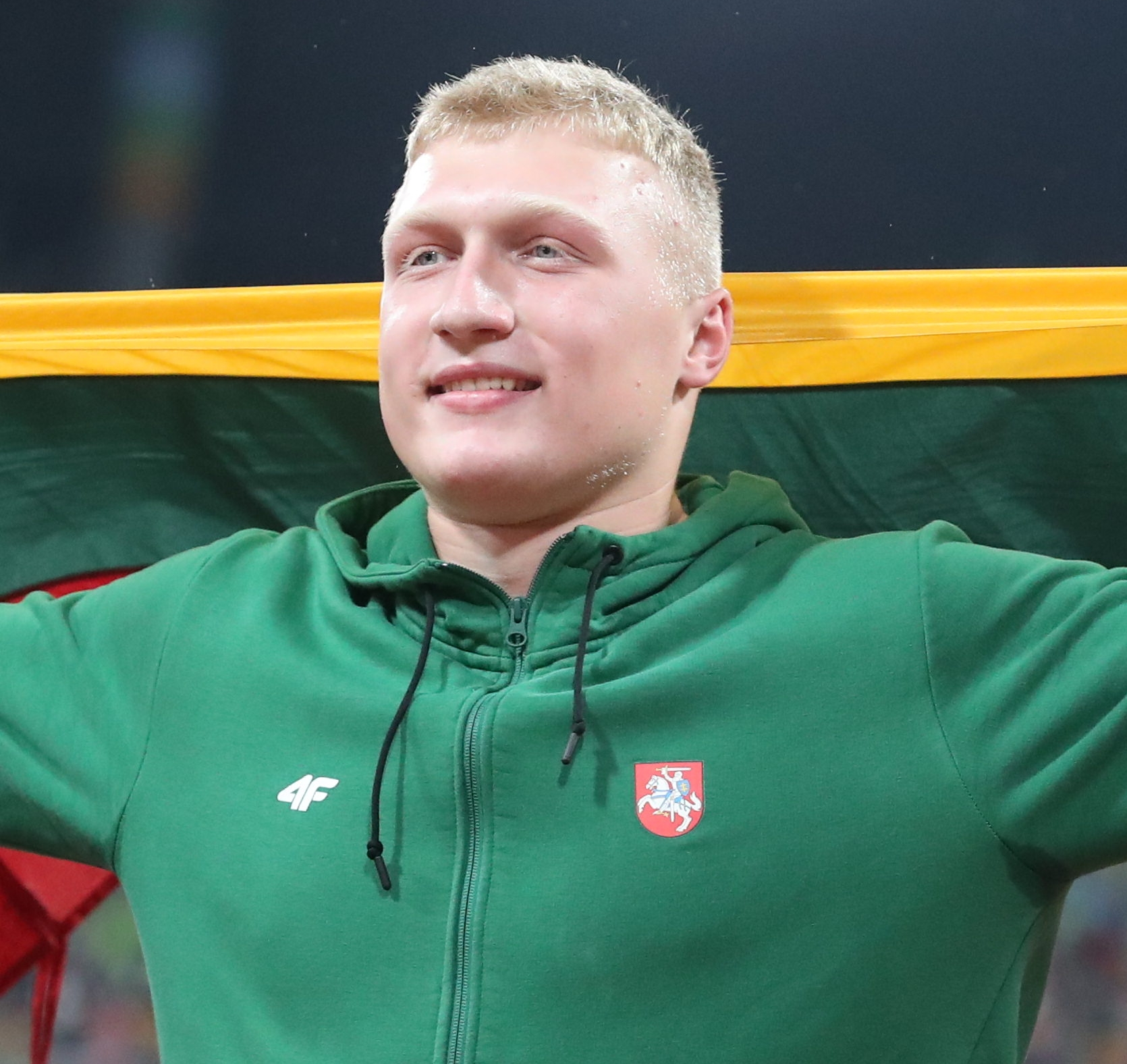
Mykolas Alekna gewann seinen ersten großen internationalen Titel

Der Diskuswurf-Wettbewerb hier in München hatte eine hochklassige Besetzung vorzuweisen. Am Start waren der amtierende Weltmeister Kristjan Čeh aus Slowenien, Vizeweltmeister Mykolas Alekna aus Litauen, die beiden Schweden Daniel Ståhl (aktueller Olympiasieger/Weltmeister von 2019) und Simon Pettersson (aktueller Olympiazweiter), der Litauer Andrius Gudžius (Titelverteidiger/Weltmeister von 2017) sowie der Österreicher Lukas Weißhaidinger, der bei den Europameisterschaften 2018, den Weltmeisterschaften 2019 und den Olympischen Spielen 2021 jeweils Bronze gewonnen hatte.
Nach dem ersten Durchgang führte überraschend der Brite Lawrence Okoye mit 67,14 m vor Pettersson (67,12 m), Alekna (66,67 m) und Ståhl (66,39 m). In seinem zweiten Versuch gelangen Weltmeister Čeh 67,62 m, womit er sich an die Spitze setzte. Alekna – Sohn des jeweils zweifachen Olympiasiegers und Weltmeisters Virgilijus Alekna – arbeitete sich mit 67,26 m auf den Silberrang vor. Mit 67,81 m baute Čeh seine Führung in der dritten Runde weiter aus.
In der vierten Versuchsreihe gab es keine Verschiebungen. Anschließend verbesserte sich Čeh zwar weiter auf 68,28 m, aber Alekna zog mit seinem fünften Wurf auf  69,78 m an ihm vorbei. Mit dieser Weite verbesserte der Vizeweltmeister Čehs Meisterschaftsrekord aus der Qualifikation zwei Tage zuvor um 72 Zentimeter. Die letzten Würfe der Finalteilnehmer brachten keine Veränderungen mehr auf den Rängen eins bis fünf.
So gewann Mykolas Alekna seinen ersten großen Titel. Kristjan Čeh errang hinter ihm die Silbermedaille. Lawrence Okoyes Weite aus Durchgang eins reichte am Ende zu Bronze. Die beiden Schweden Simon Pettersson und Daniel Ståhl belegten in dieser Reihenfolge die Ränge vier und fünf vor Andrius Gudžius, der sich mit seinem letzten Wurf auf 65,40 m steigerte und damit seine sechsten Platz untermauerte.

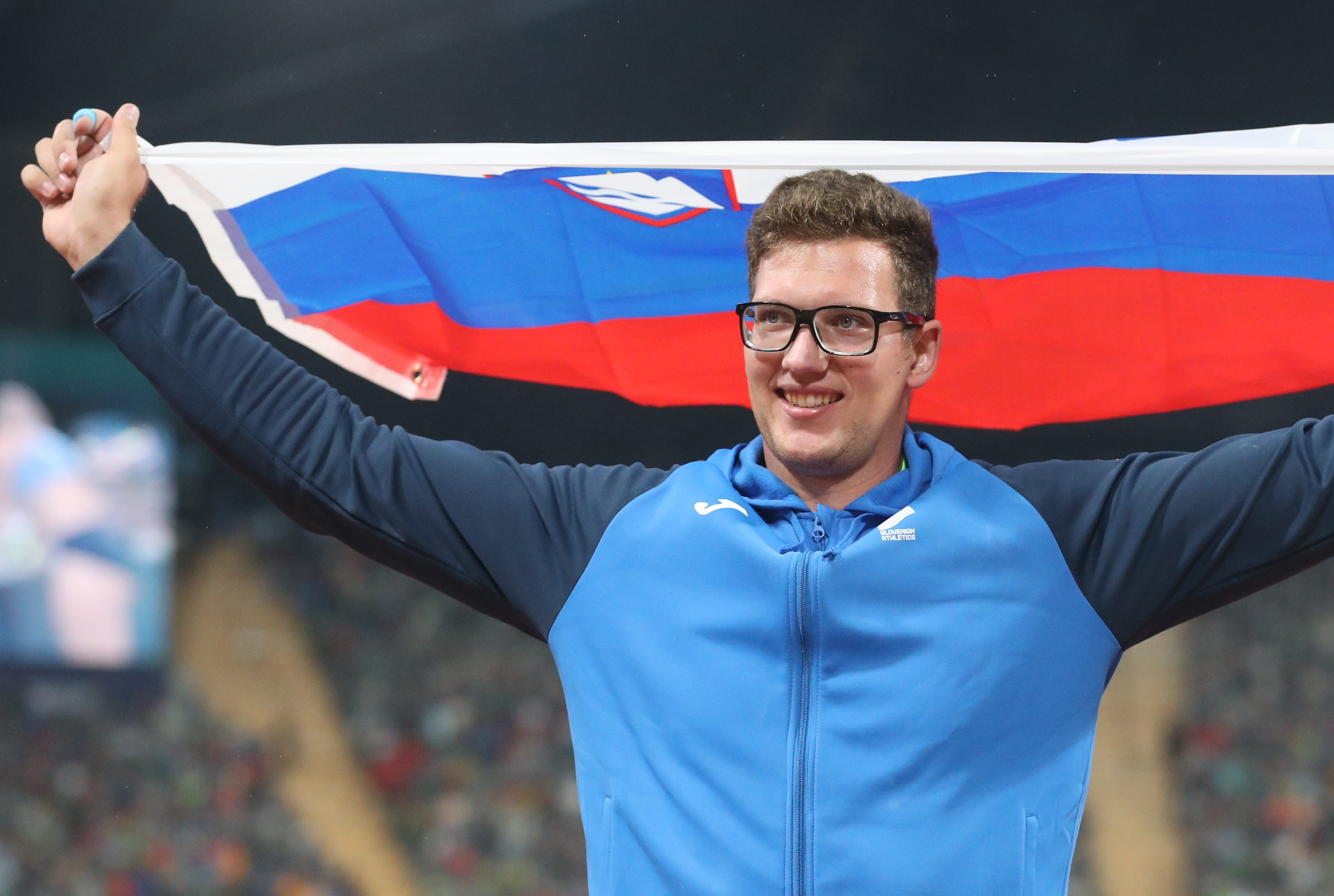
Kristjan Čeh – im Monat zuvor Weltmeister – wurde Vizeeuropameister
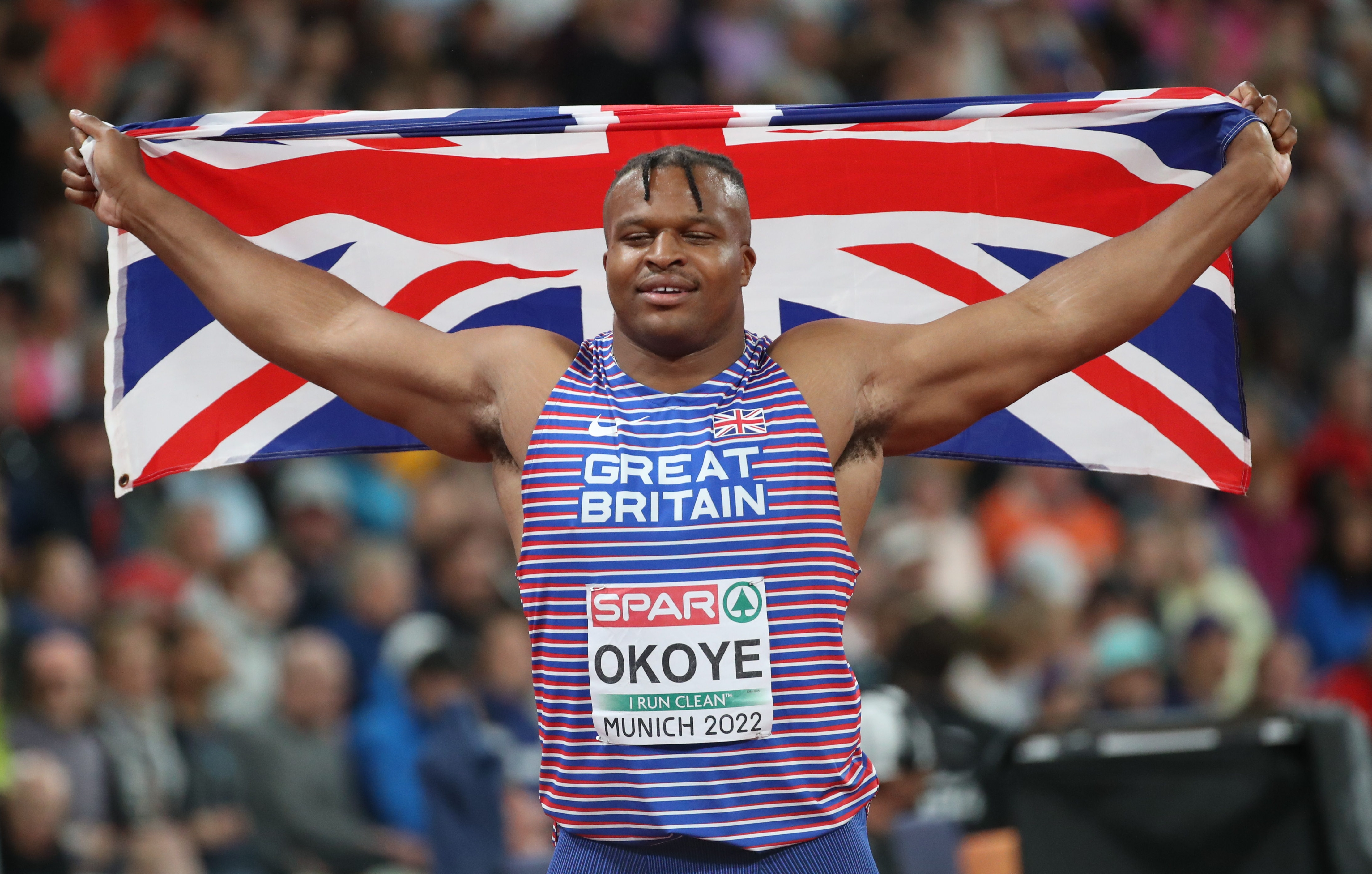
Überraschender Bronzemedaillengewinner Lawrence Okoye
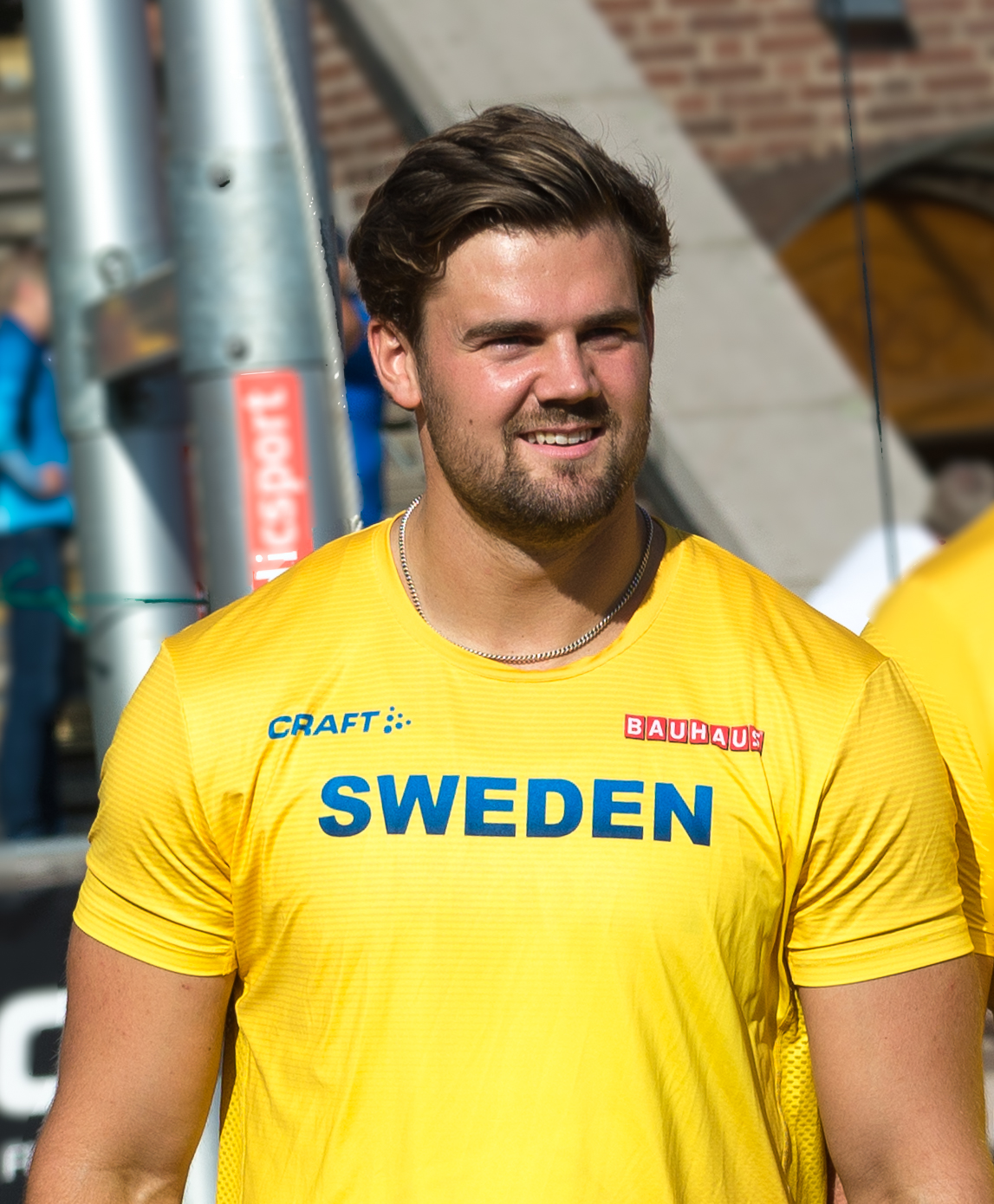
Rang vier für den aktuellen Olympiazweiten Simon Pettersson
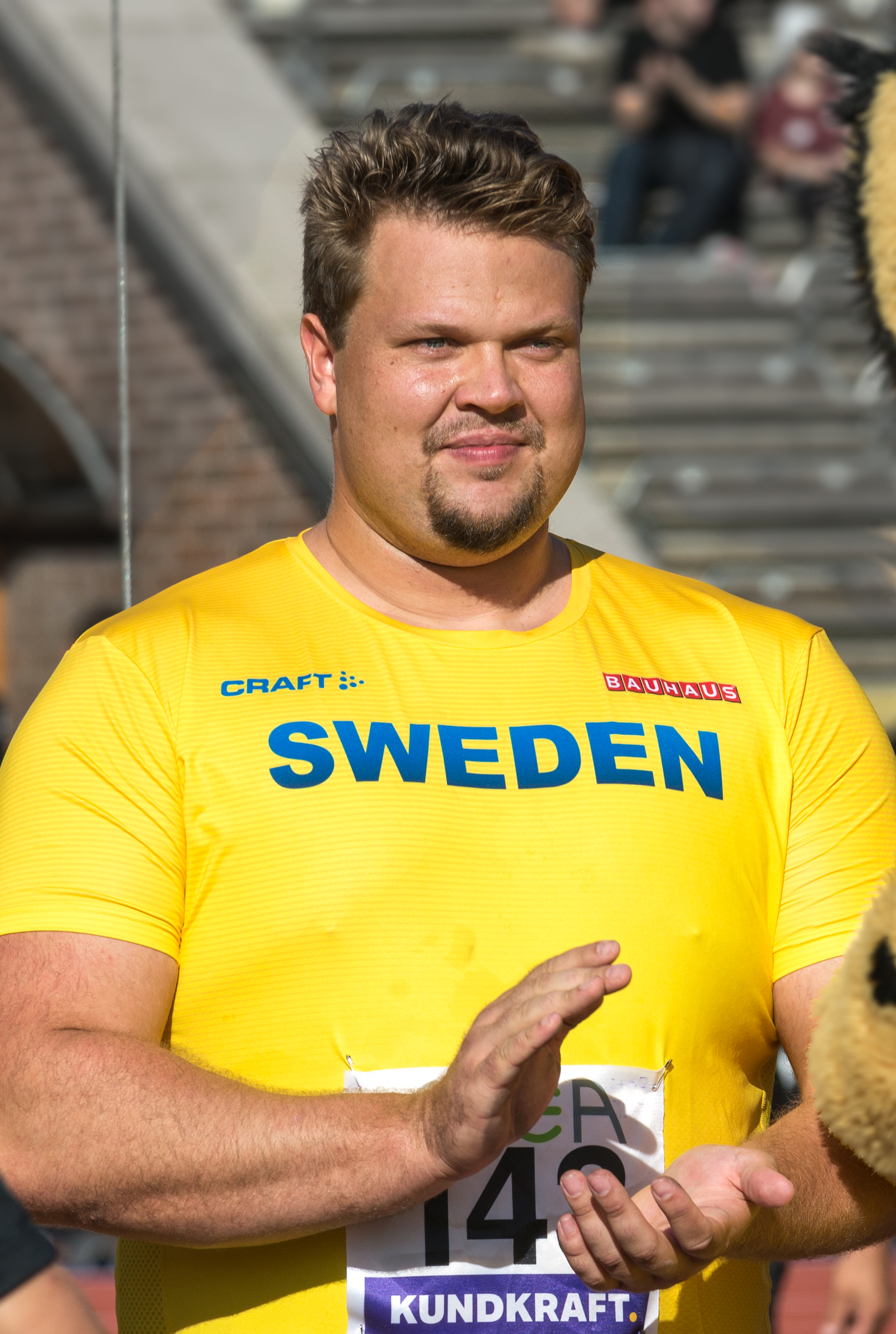
Der aktuelle Olympiasieger und Weltmeister von 2019 Daniel Ståhl kam auf den fünften Platz

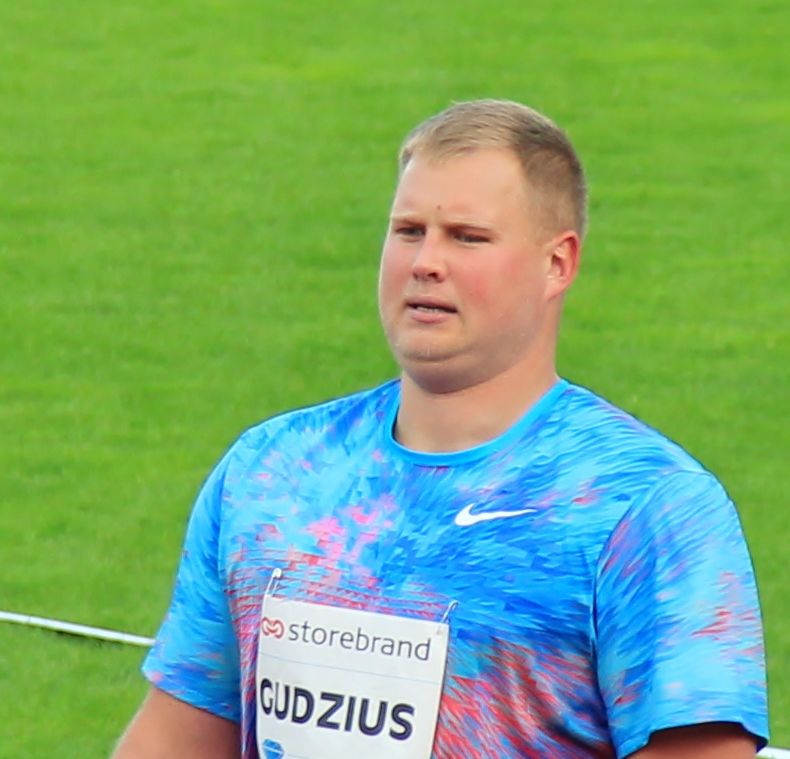
Der Titelverteidiger und Weltmeister von 2017 Andrius Gudžius belegte Rang sechs
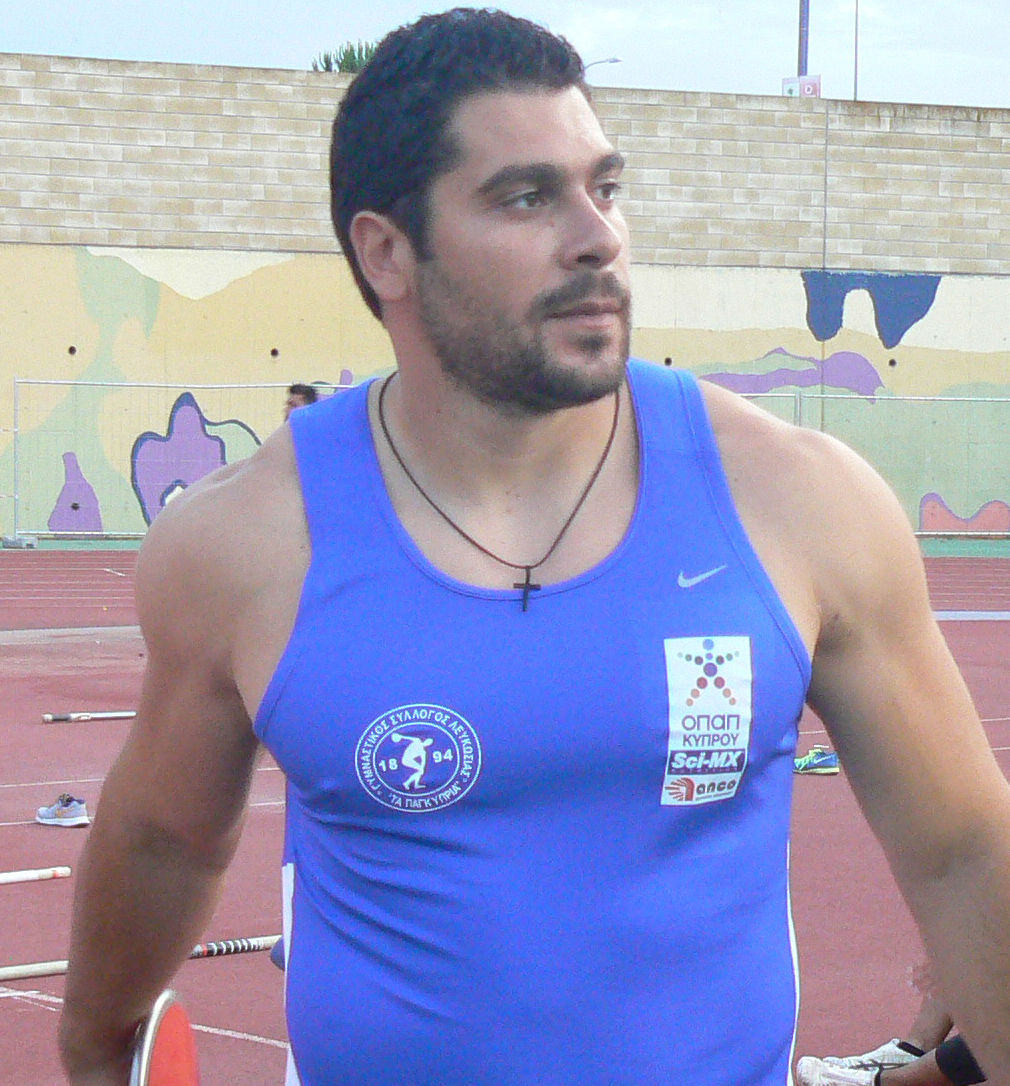
Apostolos Parellis erreichte Platz acht
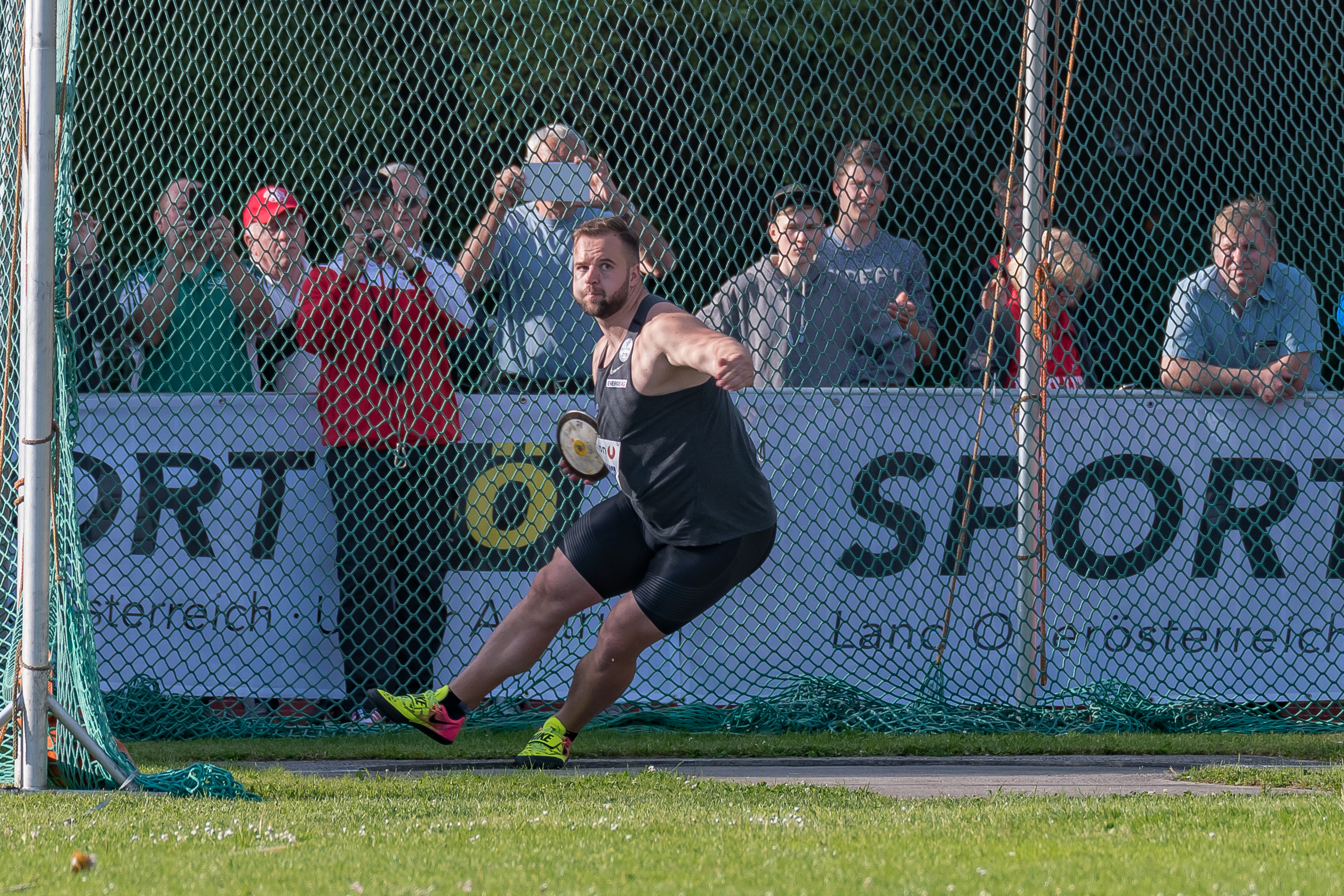
Lukas Weißhaidinger wurde diesmal Neunter
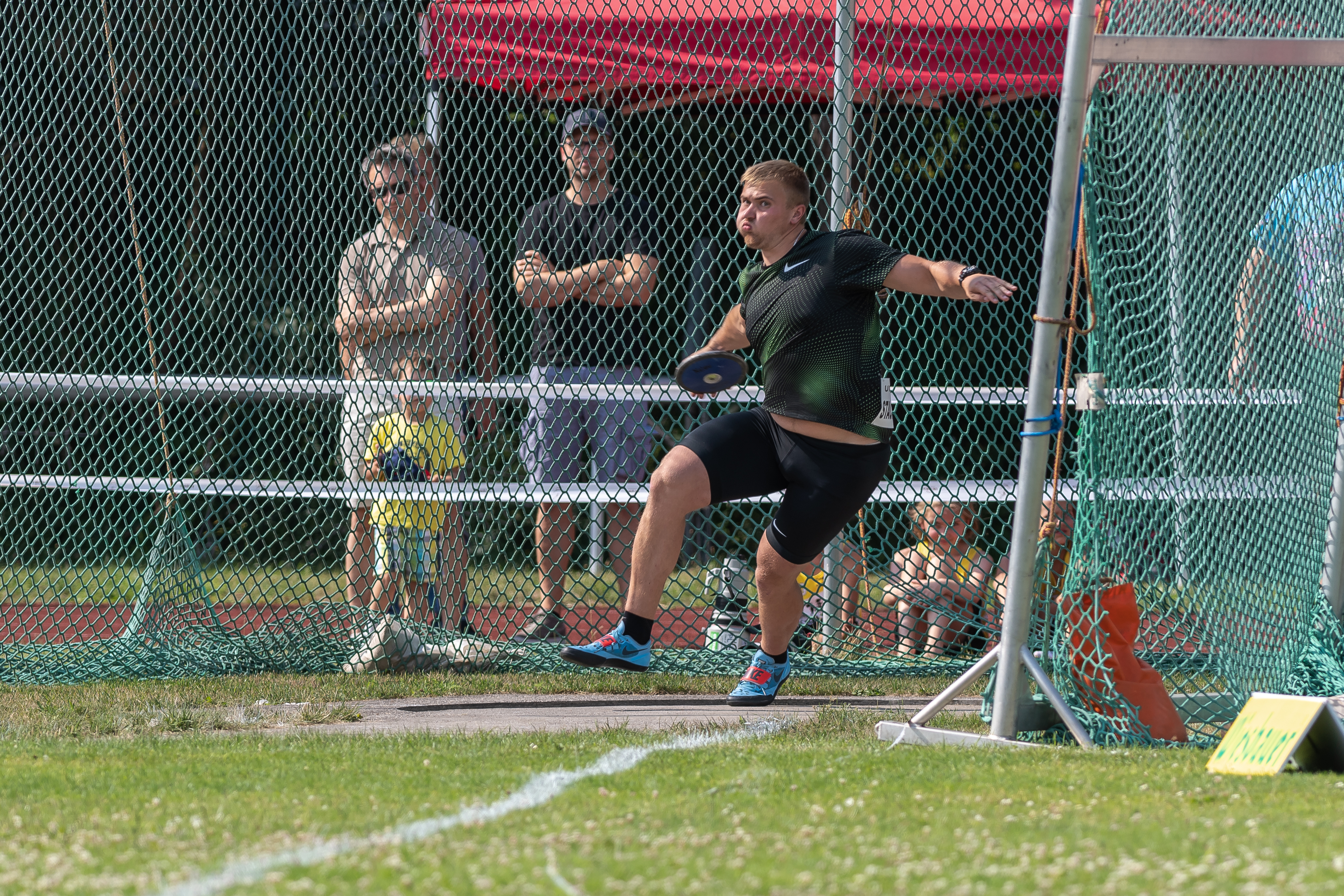
Der zwölftplatzierte Oskar Stachnik

## Videolink
- Athletics, European Championships Munich 2022, MEN'S DISCUS THROW FINAL, ALEKNA Mykolas, youtube.com, abgerufen am 6. April 2023